# 天山沙参
天山沙参（学名：Adenophora lamarkii）是桔梗科沙参属的植物。分布在中亚、西伯利亚、蒙古以及中国大陆的新疆等地，见于山地林缘和林中，目前尚未由人工引种栽培。